# Weißspitzen-Hochseehai
Der Weißspitzen-Hochseehai (Carcharhinus longimanus), auch Hochsee-Weißflossenhai genannt, ist ein Vertreter der Familie der Requiem- oder Grauhaie. Er ist als Hochseehai weltweit in tropischen, subtropischen und warm-gemäßigten Regionen beheimatet und gehört zu den größten Haien der Welt. Er wird als für den Menschen gefährlich eingestuft, eine Reihe von Angriffen sind dokumentiert. Aufgrund der hohen Verluste durch die Hochseefischerei ist die ehemals sehr häufige Art gefährdet; sie wird mittlerweile mit einem weltweiten Bestandsrückgang von geschätzt 98 % als vom Aussterben bedroht angesehen.

## Merkmale
Mit einer Körperlänge bis zu 390 cm gehört der Weißspitzen-Hochseehai zu den großen Haiarten, er erreicht allerdings selten mehr als 300 cm Länge. Die Durchschnittslängen liegen bei 180 bis 190 cm, wobei die Weibchen in der Regel etwas größer werden als die Männchen. Dabei hat er ein maximales Gewicht von fast 170 Kilogramm; das bisher schwerste bekannte Tier wog 167,5 kg. Die Art hat den für die Requiemhaie typischen Körperbau, wobei häufig ein leichter Buckel ausgebildet ist.
Charakteristisch sind seine im Vergleich zu fast allen anderen Haiarten sehr langen, abgerundeten Flossen. Dies betrifft besonders die erste Rückenflosse, die ebenso wie die flügelartigen Brustflossen sehr groß ist. Der Beginn der ersten Rückenflosse liegt unmittelbar hinter dem Ende der freien Innenkante der Brustflossen. Ein Interdorsalkamm kann vorhanden sein, ist dann jedoch nur wenig entwickelt. Die zweite Rückenflosse ist deutlich kleiner als die erste. Die Analflosse ist ebenfalls größer als die zweite Rückenflosse und in einer langen Spitze ausgezogen, ihr Hinterrand ist dadurch stark konkav. Die Schwanzflosse besitzt einen vergleichsweise kleinen unteren und einen sehr großen oberen Lappen (Lobus).

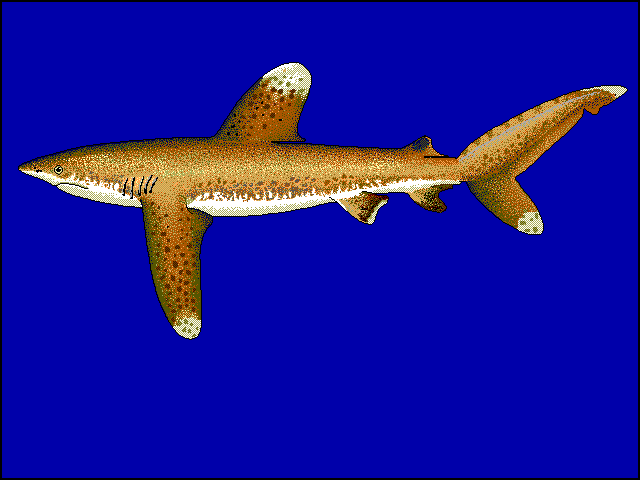
Zeichnung des Weißspitzen-Hochseehais

Seine Rückenfarbe ist grau-braun bis bronzefarben oder bläulich, wobei die Färbung regional variieren kann. Der Bauch ist weiß und kann einen gelblichen Ton aufweisen; der Übergang zu den Flanken ist scharf begrenzt. Die Unterseiten der Brustflossen sind ebenfalls weiß und können vor allem an den Kanten sowie zum freien hinteren Ende hin die Rückenfarbe annehmen. Die Schwanzflosse sowie die erste Rückenflosse, die Brustflossen und die Bauchflossen weisen auffällige, weiße Spitzen auf, die weite Teile der Flossen einnehmen können, während die zweite Rückenflosse und die Analflosse mit einem unregelmäßigen schwarzen Muster der Spitzen gezeichnet sind. Die weißen Spitzen sind vor allem bei den Jungtieren stark ausgeprägt, bei ausgewachsenen Haien können sie auch fehlen. Neben den Spitzen weisen die großen Flossen oft zusätzlich weiße Sprenkel auf, die bei Jungtieren auch schwarz sein können. Zwischen der ersten und der zweiten Rückenflosse kann zudem ein sattelähnlicher, weißer Fleck vorhanden sein.
Die Schnauze ist lang und breit abgeflacht, in der Aufsicht ist sie stark abgerundet. Das Maul ist von unten betrachtet breit und parabolisch mit kurzen Labialfalten. Der Hai besitzt im Oberkiefer je Kieferseite 14 bis 15 dreieckige, große Zähne mit stark gesägten Kanten. Im Unterkiefer sitzen je Seite 13 bis 15 Zähne, die deutlich kleiner und ebenfalls dreieckig sind. Die Unterkieferzähne besitzen eine schmale, gezähnte Spitze und sind leicht gebogen. Hinter diesen Zähnen liegen fünf bis sieben weitere, flach anliegende Zahnreihen, die bei Bedarf in die Hauptreihe nachrücken. Die Augen sind relativ klein und rund und besitzen eine Nickhaut, sie sind mittig am Kopf angeordnet. Die Nasalgruben sind klein, ein Spritzloch fehlt. Insgesamt besitzt der Hai wie alle Arten der Gattung fünf Kiemenspalten, wobei die letzten beiden über der Basis der Brustflosse angeordnet sind.

## Verbreitung und Lebensraum

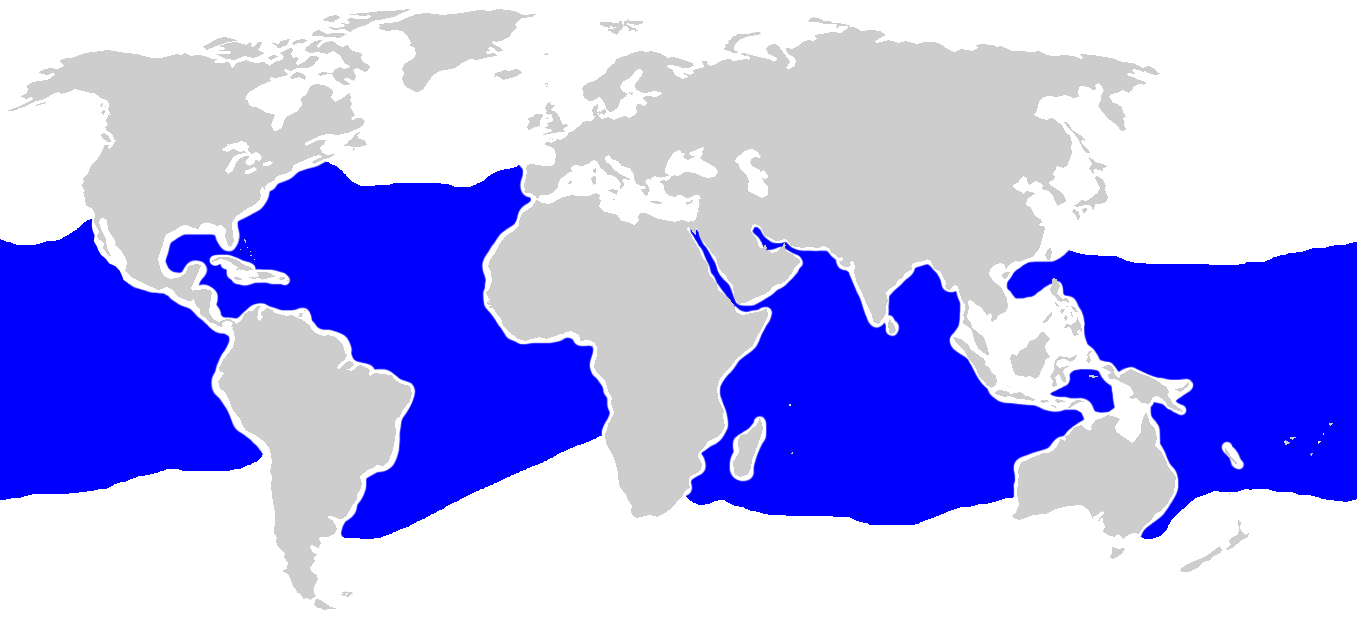
Verbreitungsgebiete des Weißspitzen-Hochseehais

Der Weißspitzen-Hochseehai ist weltweit in tropischen, subtropischen und warm-gemäßigten Hochseeregionen beheimatet. Die Wassertemperatur im Verbreitungsgebiet beträgt 18 °C bis 28 °C. Dies trifft für den westlichen Atlantik von Maine (USA) bis Argentinien zu, einschließlich der Karibik und dem Golf von Mexiko. Auch im Roten Meer und im gesamten Indischen Ozean ist dieser Hai anzutreffen. Im westlichen Pazifik liegt sein Verbreitungsgebiet zwischen China und dem Norden Australiens bis zu den Philippinen; im Zentralpazifik wurde er in der Nähe von Hawaii, Tahiti, dem Tuamotu-Archipel gesichtet, im östlichen Pazifik vor den Galápagos-Inseln, dem südlichen Kalifornien bis Peru.
Im Mittelmeer ist der Weißspitzen-Hochseehai ein Gelegenheitsgast und nur sehr selten anzutreffen. Die Tiere wandern über die Straße von Gibraltar oder den Suez-Kanal ein. So wurde 1978 ein 2,50 Meter langes Tier in einem der Kanäle in Venedig gefangen, 1998 wurde ein etwa 3 Meter langer Hai vor Martigues, Frankreich, von einem Taucher gesichtet. Eine Fortpflanzung findet im Mittelmeer nicht statt.
Im Sommer 2004 wurde ein 230 cm langer männlicher Weißspitzen-Hochseehai im Brackwasser eines Fjordes an der schwedischen Westküste gefangen. Ob das Tier durch natürliche Migration an einen Ort so weit außerhalb seines normalen Verbreitungsgebietes gelangte oder ob es möglicherweise durch Menschen dorthin verbracht wurde, ist nicht bekannt.
Als Lebensraum bevorzugen die Tiere offenes Freiwasser (Pelagial) über Tiefseebereichen mit Wassertiefen von mindestens 180 Metern. Außerdem findet man sie im Bereich von Kontinental- und Inselsockeln mit Wassertiefen von mindestens 35 Metern sowie über Kontinentalhängen. Die Art hält sich vorzugsweise in den warmen Wasserschichten nahe der Oberfläche auf und geht selten tiefer als etwa 150 Meter. Die Angaben zur maximalen Tiefe reichen von 230 bis 1082 Meter. Im Roten Meer begleitet der Hai oft Safariboote.

## Lebensweise

### Verhalten
Der Weißspitzen-Hochseehai ist ein sehr aktiver und meist mit geringem bis moderatem Tempo schwimmender Hochseehai. Dabei breitet er die großen Brustflossen weit aus. Er ist tag- und nachtaktiv, wobei er vor allem tagsüber in der Nähe der Wasseroberfläche schwimmt. Der Hai ist im Regelfall ein Einzelgänger, der sich jedoch zur Jagd auch in kleineren oder größeren Gruppen zusammenfinden kann. Dabei wurden Gruppenbildungen nach Größe und Geschlecht beobachtet.
Der Hai wird als sehr neugierig beschrieben und kommt Tauchern sehr nahe. Zugleich ist er sehr ausdauernd und kann, vor allem in direkter Konkurrenz um Nahrung mit Seidenhaien, auch sehr aggressiv werden. Der französische Meeresforscher Jacques-Yves Cousteau beschreibt Carcharhinus longimanus als die für den Menschen gefährlichste Haiart.

### Ernährung
Der Weißspitzen-Hochseehai ernährt sich in erster Linie von mittelgroßen bis großen Hochseefischen, darunter Stachelmakrelen, Goldmakrelen, Thunfischen, Schwertfischen und Barrakudas. Aber auch Meeresschildkröten, Delfine, Tintenfische, Meeresvögel, Krebse oder Schnecken gehören zu seinem Nahrungsspektrum. Zudem frisst er Abfall von Schiffen und Kadaver, beispielsweise von Walen; wie andere große Haie verschluckt er auch regelmäßig unverdaubare Gegenstände.
Der Hai jagt beispielsweise, indem er beißend in Fischschwärme schwimmt. Es wurde auch beobachtet, dass er mit offenem Maul Thunfischschwärme durchquert, bis die Fische direkt hineinschwimmen. Die Jagd auf Hochseefische macht die Überwindung langer Strecken nötig. Ebenso wie andere pelagische Raubfische wie der Seidenhai (C. falciformis), der Blauhai (Prionace glauca), der Tigerhai (Galeocerdo cuvier) oder auch der Weiße Hai (Carcharodon carcharias) ist er in der Auswahl der Beutetiere nicht wählerisch und attackiert auf der Jagd alle der Größe nach passenden möglichen Beutetiere (opportunistischer Räuber). Die breite Nahrungspalette ermöglicht es diesen Arten, mit fast jedem marinen Habitat zurechtzukommen. Entsprechend ist er allerdings auch für Schwimmer und Taucher potentiell gefährlich, da er auch diese als Beute betrachten kann.
Dieser Hai bildet zwar keine Schulen, jagt aber manchmal in Gruppen, vor allem die jüngeren Haie schließen sich zu solchen zusammen. Bei größeren Beutetieren und Kadavern können sie auch gemeinsam mit anderen Hochseehaien, vor allem Blauhaien und Hammerhaien, auftauchen. Auch Vergesellschaftungen mit Grindwal-Schulen sind bekannt, bei denen die Haie von den von diesen gejagten Fischschwärmen profitieren.

### Fortpflanzung
Der Weißspitzen-Hochseehai ist wie andere Arten der Gattung Carcharhinus lebendgebärend (vivipar) und bildet eine Dottersack-Plazenta. Die 1 bis 15 Junghaie kommen nach einer Tragzeit von etwa 12 Monaten auf die Welt, wobei die älteren Weibchen mehr Junge haben. Die Weibchen gebären ihre Jungtiere in seichten Küstengebieten mit trübem Wasser. Dabei wurde bei den Tieren im westlichen Nordatlantik sowie im südwestlichen Indik eine Saisonalität der Wurfzeit im Frühsommer festgestellt, während im Zentralpazifik das gesamte Jahr über trächtige Weibchen gefangen werden können und hier Geburt und Paarung offensichtlich nicht an feste Saisonzeiten gebunden sind.
Die Jungtiere haben eine Größe von etwa 60 bis 65 Zentimetern, bis zu einer Größe von 120 cm besitzen sie noch schwarze Flossenspitzen. Die Geschlechtsreife erreichen die Tiere mit 175 bis 200 cm. Dies dürfte auch, zusammen mit dem langsamen Heranwachsen der Jungen, ein Grund dafür sein, dass die Vermehrungsrate dieses Hais trotz der Mehrlingsgeburten nicht besonders hoch ist.

## Taxonomische Beschreibung

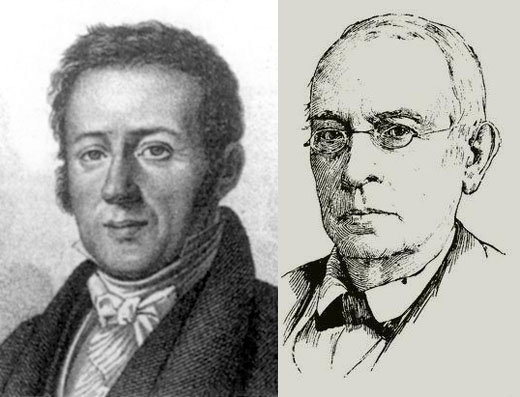
René Primevère Lesson (1794–1849) und Felipe Poey (1799–1891)

Die Erstbeschreibung des Weißspitzen-Hochseehais erfolgte durch den Franzosen René Primevère Lesson in seinen Aufzeichnungen während der Weltumsegelung von Louis Duperrey 1822–1825 mit der La Coquille. Lesson beschrieb zwei Individuen, die er im Tuamotu-Archipel in Französisch-Polynesien entdeckte und benannte den Hai als Squalus maou nach dem polynesischen Wort für "Hai". Diese Erstbeschreibung ging allerdings verloren und wurde vergessen.
1861 erfolgte eine erneute Beschreibung der Art durch den Kubaner Felipe Poey unter dem Namen Squalus longimanus. Dabei bezieht sich das Epitheton longimanus (aus dem Latein für "lange Hand") auf die Größe der Brustflossen des Hais, die im Vergleich zu anderen Arten flügelartig vergrößert sind. Nach verschiedenen taxonomischen Revisionen wurde der Hai später als Pterolamiops longimanus und abschließend unter dem heute gültigen Namen Carcharhinus longimanus eingeordnet.
Nach den Internationalen Regeln für die Zoologische Nomenklatur (ICZN) wird an sich die erste veröffentlichte Beschreibung als Priorität für die Namensgebung genutzt. Entsprechend müsste der wissenschaftliche Name Carcharhinus maou für diese Art bevorzugt werden. Da die Erstbeschreibung Lessons allerdings so lang verschollen und unbekannt war, wurde der Name Carcharhinus longimanus als allgemein akzeptierter wissenschaftlicher Name beibehalten.

## Systematik

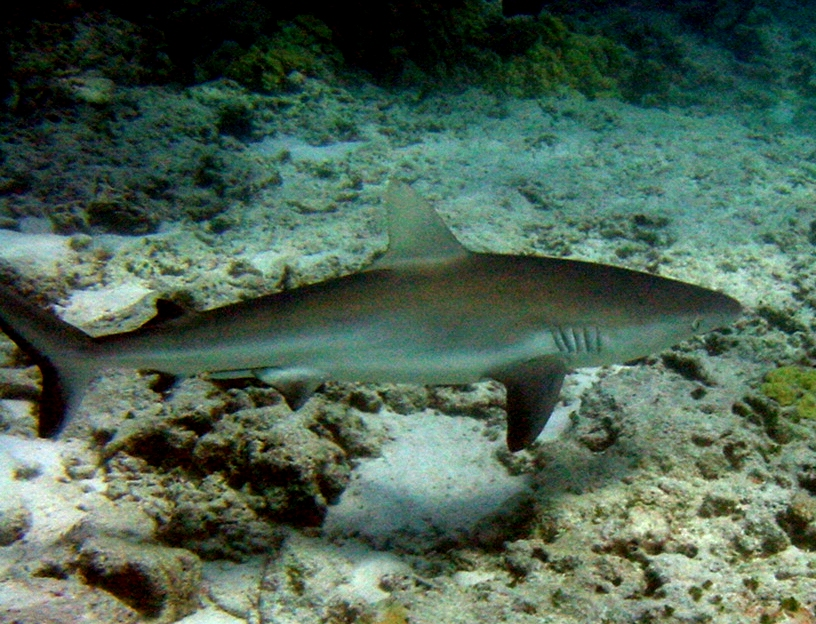
Galapagoshai (C. galapagensis)

Der Weißspitzen-Hochseehai wird heute als eine Art der Gattung Carcharhinus eingeordnet und lässt sich von den anderen Vertretern der Gattung durch eine Reihe morphologischer Merkmale sauber abgrenzen. Die Gattung umfasst aktuell etwa 30 Arten. Diese Art bildet innerhalb dieser Gattung wahrscheinlich eine monophyletische Gruppe mit dem Schwarzhai (C. obscurus), dem Galapagoshai (C. galapagensis), dem Seidenhai (C. falciformis), dem Sandbankhai (C. plumbeus), dem Großnasenhai (C. altimus) und dem Karibischen Riffhai (C. perezi), charakterisiert durch molekularbiologische Merkmale sowie morphologische Merkmale wie dem Interdorsalkamm auf dem Rücken sowie den großen dreieckigen Zähnen im Oberkiefer.
Unterarten des Weißspitzen-Hochseehais sind nicht beschrieben.

## Menschen und Weißspitzen-Hochseehaie
Der Weißspitzen-Hochseehai kann Menschen gefährlich werden. Durch seine Lebensweise fern den Küsten sind Begegnungen jedoch selten, allerdings gibt es eine Reihe von dokumentierten Fällen von Angriffen auf Schwimmer, Taucher und Boote durch diese Art sowie weitere, bei denen der Weißspitzen-Hochseehai als Angreifer vermutet wird. Eine Reihe von Tauchern berichteten, dass Weißspitzen-Hochseehaie sie ausdauernd umkreisten und sich in regelmäßigen Abständen genähert haben.
Ihnen werden die meisten Unfälle nach Flugzeugabstürzen und Schiffsversenkungen in der Hochsee des Pazifiks während des Zweiten Weltkriegs zugeschrieben. In diesen Fällen handelte es sich bei den Opfern vor allem um Verwundete, die eine leichte Beute für die Haie darstellten. Hennemann zufolge hat das südafrikanische Oceographic Research Institute (ORI) berichtet, dass vermutet wird, Weißspitzen-Hochseehaie könnten den Tod vieler Menschen verursacht haben, als vor der Küste von Natal das Schiff Nova Scotia von einem deutschen U-Boot versenkt wurde. Auch der Großteil der Haiattacken auf die Überlebenden der Indianapolis im Juli 1945 soll auf den Weißspitzen-Hochseehai zurückgehen. Diese Geschichte wurde im Kinofilm Der weiße Hai bei einem Monolog des Charakters Quint, gespielt von Robert Shaw, ausführlich dargestellt.
In dem Dokumentarfilm Le Monde du silence von Jacques-Yves Cousteau wurden Weißspitzen-Hochseehaie gemeinsam mit einem großen Blauhai gefilmt, wie sie den Kadaver eines vorher durch Cousteau nach einem Unfall getöteten Pottwalkalbs „angriffen“. Das beteiligte Taucherteam berichtete, dass sich ihnen regelmäßig einzelne Haie annäherten und durch Schläge auf die Schnauze vertrieben werden mussten.

## Gefährdung und Populationsentwicklung
Die IUCN setzte Carcharhinus longimanus im Mai 2008 auf die Rote Liste gefährdeter Arten und stufte ihn als vulnerable (gefährdet) ein. Als Gefährdungsursache wird der Hohe Druck durch die Fischerei in einem großen Teil seines Verbreitungsgebietes angegeben. Er wird dabei vor allem als Beifang bei der Hochseefischerei mit Langleinen und Schleppnetzen gefangen. Seine sehr großen Flossen sind zudem sehr begehrt als Basis der bekannten Haifischflossensuppe, der Kadaver wird nach der Entfernung der Flossen entsorgt. Aufgrund der sehr ungenauen Daten zur Hochseefischerei liegen keine konkreten Fangzahlen oder Angaben zur Populationsgröße und -veränderung vor.
Einzelne Populationen im nordwestlichen und westlichen Atlantik gelten derzeit schon als vom Aussterben bedroht (critically endangered). In diesen gingen die Populationszahlen in den Jahren 1992 bis 2000 um über 70 % zurück. Im Golf von Mexiko betrug der Rückgang von den 1950er bis in die 1990er Jahre sogar 99,3 %.
Während der Weißspitzen-Hochseehai noch vor ein paar Jahren gemeinsam mit dem Blauhai und dem Seidenhai als häufigste Großhaiart galt und sein Auftreten in Gebieten mit Meerestiefen über 180 Metern sehr häufig war, ist er heute nur noch gelegentlich anzutreffen.
Im März 2013 wurde auf der Artenschutzkonferenz der CITES in Bangkok eine Regulierung des Handels mit Weißspitzen-Hochseehaien beschlossen, die Regelung trat am 14. September 2014 in Kraft.